# Teledesic
Il Programma Teledesic prevedeva lo sviluppo negli anni novanta di una costellazione satellitare per telecomunicazioni ideata per offrire servizi internet a banda larga. Denominata ufficialmente Internet-in-the-Sky, fu comunemente indicata con il nome dell'azienda che aveva lanciato il progetto, Teledesic LLC.

## Storia
Il progetto originario del 1995, estremamente ambizioso, prevedeva il lancio di 840 satelliti in orbita bassa (LEO) - ad un'altezza di 700 km - per un costo di 9 miliardi di dollari. Con piccole antenne domestiche, i personal computer avrebbero potuto stabilire un collegamento con i satelliti ad una velocità di 100 Mbit/s per l'uplink e di 720 Mbit/s per il downlink. Nel 1997 il progetto subì un primo ridimensionamento ed il numero dei satelliti previsto fu ridotto a 288, orbitanti ad una quota di 1400 km. Successivamente fu ulteriormente semplificato e ridimensionato nel numero dei satelliti con la progressiva diminuzione della domanda da parte del mercato.
Il fallimento commerciale di iniziative simili, i sistemi Iridium e Globalstar (composti rispettivamente da 66 e 48 satelliti operativi) ed altri, e l'avvio delle procedure di protezione dalla bancarotta, determinarono un arresto al progetto. Teledesic interruppe ufficialmente la costruzione dei satelliti il 1º ottobre 2002.
Teledesic ebbe investitori come Microsoft (30 milioni US$ - 8,5% azioni), Craig McCaw, Bill Gates, Paul Allen, e Al-Walid bin Talal.  Teledesic si fuse con ICO Global Communications con la quale lanciò un satellite prototipo.